# Sonic Adventure 2
Sonic Adventure 2 (ソニックアドベンチャー2, Sonikku Adobenchā Tsū) is een platformspel uit de Sonic the Hedgehog-serie. Het spel werd ontwikkeld door de Amerikaanse tak van Sonic Team en uitgebracht in 2001 door Sega voor de Sega Dreamcast en Nintendo GameCube.
Het spel is een vervolg op Sonic Adventure.

## Singleplayer
De singleplayermodus van het spel hanteert een gameplay verspreid over twee parallelle verhaallijnen: de "hero"-verhaallijn en de "Dark"-verhaallijn. De speler kan op elk moment van de ene overstappen naar de andere.
De "Hero"-verhaallijn draait om Sonic, Knuckles, Tails en Amy (die in deze modus een NPC is), terwijl de "Dark"-verhaallijn draait om op Shadow the Hedgehog, Rouge the Bat en Dr. Eggman. Elk personage uit de ene verhaallijn speelt tegelijk met een personage uit de andere verhaallijn.
Levels met Sonic of Shadow zijn ontwikkeld op vrijwel dezelfde manier als in Sonic Adventure. Het voornaamste doel van de speler is om het eind van het level te halen. In levels met Tails of Dr. Eggman bestuurd de speler een robot. Knuckles en Rouge moeten hun levels doorzoeken naar scherven van de Master Emerald. Tussen de levels komen vaak eindbazen voor. Deze zijn gebonden aan specifieke personages.
Binnen de levels moeten spelers ringen verzamelen en vijanden verslaan binnen. De tijd die een speler hier over doet wordt bijgehouden. Aan het eind van het level krijgt de speler een score gebaseerd op het aantal verzamelde ringen en verslagen vijanden, en de speeltijd.
Er zijn vijf missies binnen elk level. Om naar de volgende missie te gaan moet een speler eerst de vorige missie afronden. De missies zijn achtereenvolgens het level uitspelen, 100 ringen verzamelen, een vermiste Chao vinden, het level binnen een tijdlimiet uitspelen en het level uitspelen op het moeilijkste niveau.

## Multiplayer
In de multiplayermodus worden een aantal extra personages bespeelbaar, waaronder Amy Rose, Metal Sonic, Tikal the Echidna, Chaos, Chao, Dark Chao (alleen in de Nintendo GameCube-versie), EggRobo (Kart Racing) en Big the Cat (alleen in de Dreamcastversie).
Een groot aantal van de singleplayer-levels zijn ook bespeelbaar in multiplayermodus.

## Ontvangst
De recensenten en fans verschilden sterk van mening over Sonic Adventure 2. Bij de oorspronkelijke uitgave op de Dreamcast kreeg Sonic Adventure 2 positieve reacties. De Nintendo GameCube-versie deed het echter minder goed.
Van het spel zijn 1,44 miljoen exemplaren verkocht in Noord-Amerika, waarmee het spel een van de bestverkochte spellen voor de GameCube is.

## Sonic Adventure 2 Battle
Reeds in 2001 kreeg het spel een update genaamd Sonic Adventure 2 Battle. Deze versie van het spel voegt nieuwe multiplayermogelijkheden en andere aanpassingen toe. Zo kan met in de Battle-versie Chao opvoeden en overzetten naar andere spellen, zoals Sonic Advance, Sonic Advance 2 en Sonic Pinball Party.

## Platforms
| Jaar | Platform                         |
| ---- | -------------------------------- |
| 2001 | Dreamcast, GameCube              |
| 2012 | PlayStation 3, Windows, Xbox 360 |

## Ontvangst
| Beoordeeld door  | Platform      | Datum           | Score |
| ---------------- | ------------- | --------------- | ----- |
| Gaming Target    | Dreamcast     | 25 juni 2001    | 93%   |
| 4Players.de      | Dreamcast     | 28 juni 2001    | 92%   |
| The Next Level   | Dreamcast     | 5 juli 2001     | 91%   |
| GamersMark       | Dreamcast     | 25 juli 2001    | 90%   |
| Gamekult         | Dreamcast     | 25 juni 2001    | 90%   |
| Game Vortex      | Dreamcast     | 8 december 2002 | 85%   |
| Gaming Age       | Dreamcast     | 22 juni 2001    | 83%   |
| HonestGamers     | PlayStation 3 | 9 oktober 2012  | 80%   |
| G4 Tech: Tech TV | Dreamcast     | 27 juni 2001    | 80%   |
| Gamesbeat        | Xbox 360      | 5 oktober 2012  | 60%   |